# Emoia
Az Emoia a hüllők (Reptilia) osztályába a pikkelyes hüllők (Squamata) rendjébe a gyíkok (Sauria) alrendjébe és a vakondgyíkfélék (Scincidae) családjába tartozó nem.

## Előfordulásuk
A nem legtöbb faja a Csendes-óceán szigetein honos, a karácsony-szigeteki szkink a Karácsony-szigeten honos, ami az Indiai-óceánon fekszik.

## Rendszerezés
A nembe az alábbi 74 faj tartozik.
- mikronéz szkink (Emoia adspersa)
- Emoia aenea
- Emoia ahli
- vanuatui szkink (Emoia aneityumensis)
- Emoia arnoensis
- tengerparti szkink (Emoia atrocostata)
- Emoia aurulenta
- Emoia battersbyi
- Emoia bismarckensis
- Boettger szinkje (Emoia boettgeri)
- Emoia bogerti
- Emoia brongersmai
- gyakori kékfarkúszkink (Emoia caeruleocauda)
- Emoia callisticta
- Emoia campbelli
- Emoia coggeri
- Emoia concolor
- Emoia cyanogaster
- óceániai kékfarkúszkink (Emoia cyanura)
- Emoia cyclops
- Emoia digul
- Emoia erronan
- Emoia flavigularis
- Emoia guttata
- Emoia impar
- Emoia irianensis
- elszigetelt szink (Emoia isolata)
- Emoia jakati
- Emoia jamur
- Emoia kitcheneri
- Emoia klossi
- Emoia kordoana
- Emoia kuekenthali
- Emoia laobaoense
- Gunther szinkje (Emoia lawesi)
- Emoia longicauda
- Emoia loveridgei
- Emoia loyaltiensis
- Emoia maculata
- Emoia maxima
- Emoia mivarti
- Emoia mokosariniveikau
- Emoia montana
- karácsony-szigeteki szkink (Emoia nativitatis)
- Emoia nigra
- Emoia nigromarginata
- Emoia obscura
- Emoia oribata
- Emoia pallidiceps
- Emoia paniai
- Emoia parkeri
- Emoia physicae
- Emoia physicina
- Emoia ponapea
- Emoia popei
- Emoia pseudocyanura
- Emoia pseudopallidiceps
- Emoia reimschisseli
- Emoia rennellensis
- vörös farkú mocsári szkink (Emoia ruficauda)
- Emoia rufilabialis
- Emoia samoensis
- Emoia sanfordi
- Emoia schmidti
- Emoia similis
- Emoia slevini
- Emoia sorex
- Emoia submetallica
- Emoia taumakoensis
- Emoia tetrataenia
- Emoia tongana
- Emoia tropidolepis
- Emoia trossula
- Emoia veracunda